# National Treasure
National Treasure (La búsqueda, en España; La leyenda del tesoro perdido, en Hispanoamérica) es una película estadounidense de 2004, producida y dirigida por Jon Turteltaub. Protagonizada por Nicolas Cage, Diane Kruger, Justin Bartha, Sean Bean, Jon Voight, Harvey Keitel y Christopher Plummer en los papeles principales. Galardonada con el premio BMI Film Music Award 2005: a la mejor música para película (Trevor Rabin).

## Argumento
La historia se centra en Benjamin Franklin Gates (Nicolas Cage), un historiador aficionado a la criptología graduado en ingeniería mecánica por el MIT y en historia por la Universidad de Georgetown, descendiente de una familia de buscadores de tesoros, que cree en la leyenda de un tesoro escondido por los Padres Fundadores de los Estados Unidos, masones y olvidado al cabo de los años. La primera pista le había sido dada al tatarabuelo de Ben, Thomas Gates (Jason Earles), en 1832 por Charles Carroll, el último firmante vivo de la Declaración de Independencia de los Estados Unidos, que sencillamente decía: El secreto reside en Charlotte.
El joven Ben recibió esta pista en 1974 por parte de su abuelo, John Adams Gates (Christopher Plummer). Aunque John es demasiado mayor para buscar tesoros y su hijo Patrick ha dejado de creer en el tesoro, Ben jura que continuará la búsqueda de la familia Gates.
Treinta años más tarde, usando sofisticados modelos informáticos, Ben, junto con su amigo Riley Poole (Justin Bartha) y el financiero Ian Howe (Sean Bean), encuentra los restos de un barco colonial, el Charlotte, en el cual encuentran una pipa de espuma de mar con un acertijo grabado. Tras examinar el acertijo, Ben deduce que la siguiente pista está en el reverso de la Declaración de Independencia de los Estados Unidos. Si bien Ben ve como un obstáculo el poder tener acceso a un documento tan importante, Ian no encuentra problemas para robarlo. Esto ocasiona una violenta discusión, durante la cual la pólvora del barco prende por accidente. Ian y su ayudante Shaw escapan y el Charlotte explota con Ben y Riley dentro, casi matándolos.
Ellos intentan advertir al Departamento de Seguridad Nacional, al FBI, y a la doctora Abigail Chase (Diane Kruger) de los Archivos Nacionales, pero ninguno de ellos les toma en serio, y argumentan que el documento está totalmente a salvo de cualquier amenaza. Ben sin embargo piensa lo contrario, y decide robarlo con el fin de mantenerlo a salvo de Ian. Ben y Riley consiguen robar la Declaración durante la gala del 70 aniversario, justo antes de que llegue Ian. Ben engaña a la doctora Chase, y le hace creer que tenía la verdadera Declaración, cuando en realidad llevaba una copia. Por este motivo fue secuestrada por Ian, y Ben tuvo que perseguirlos con un coche, hasta rescatarla. Como ella no está dispuesta a marcharse sin la Declaración, y Ben no le permite irse con ella, la doctora Chase se ve obligada a ir con ellos.
Ben y Riley están de acuerdo en que el único lugar donde pueden estar a salvo de la policía es la casa del padre de Ben, Patrick Henry Gates (Jon Voight). A pesar de que su padre no cree en la existencia del tesoro, Ben consigue revelar una cifra Ottendorf en el reverso de la Declaración, referente a las cartas de "Silence Dogood", que el padre de Ben había donado al Instituto Franklin. El mensaje cifrado en las cartas les conduce hacia el Independence Hall en Filadelfia, donde encuentran unas gafas especiales inventadas por Benjamin Franklin en un hueco de un ladrillo del edificio. Ben examina el reverso de la declaración con las gafas y encuentra otra pista. Tras una corta persecución, Ian consigue la Declaración por parte de Riley y Abigail, y el FBI arresta a Ben, que se queda con las gafas.
Un agente del FBI, Peter Sadusky (Harvey Keitel) interroga a Ben, que decide colaborar para recuperar la Declaración de Independencia. Ian cita a Ben en un muelle de Nueva York adonde Ben asiste escoltado por varios agentes encubiertos del FBI. En un momento de confusión propiciado por Ian, Ben escapa de la vigilancia del FBI para verse con él. Una vez frente a frente, Ian le devuelve el Acta de Independencia y la pipa de espuma de mar a cambio de que Ben le dé la siguiente pista; Ben trata de engañarlo, pero Ian ha secuestrado al padre de Ben, por lo que lo extorsiona con este. Por esta razón, Ben se ve forzado a llevarlo hasta la siguiente pista, donde nuevamente leen el acertijo de la Declaración y descubren que el tesoro está justo debajo de ellos, y el acceso es a través de una tumba. Una vez adentro de un pasadizo subterráneo, bajan por un rudimentario ascensor hasta unas catacumbas vacías y sin salida. Ben dice que alguien ya se ha llevado el tesoro, y persuade a Ian para regresar. Este no le cree y lo amenaza con dejarlo abandonado en ese lugar.
El padre de Ben entonces engaña a Ian con una pista falsa que lo llevaría a Boston, mientras ellos continúan hacia otro recinto oculto. Allí tampoco encuentran el tesoro y se sienten muy decepcionados, pero Ben descubre que hay una cerradura que se abre con la pipa de espuma de mar; al activarla entran a un salón gigantesco donde por fin encuentran el tesoro, conformado por numerosas e invaluables piezas históricas. También encuentran un pasadizo de salida, por medio del cual regresan a la superficie, saliendo por una tumba similar a la que usaron como entrada, y llaman al agente del FBI, con quien negocian los términos de la entrega del tesoro: la Dra. Chase será exonerada de cualquier sanción y el hallazgo del tesoro será atribuido a la familia Gates y a Riley. Ben le dice que Ian ha viajado a Boston, por lo que agentes del FBI van allá a capturarlo. El agente del FBI le pregunta que harán con el tesoro y Ben le responde que este le pertenece a la humanidad, por lo que debería ser repartido entre los más importantes museos del mundo.
La última escena se desarrolla en la nueva casa de Ben, comprada con el 0.5% de su comisión del tesoro (inicialmente rechazó la oferta del FBI del 10% porque consideró que era demasiado dinero), mientras que Riley recibió otro 0.5%.

## Recaudación
- El rodaje costó aproximadamente US$100.000.000. Y la recaudación llegó a US$347,451,894 a nivel mundial.

## Elenco y doblaje
| Actor               | Personaje                             | Actor de doblaje (Hispanoamérica) | Actor de doblaje (España) |
| ------------------- | ------------------------------------- | --------------------------------- | ------------------------- |
| Nicolas Cage        | Benjamin Franklin "Ben" Gates         | Salvador Delgado                  | Jordi Brau                |
| Jon Voight          | Patrick Gates                         | Francisco Colmenero               | Camilo García             |
| Harvey Keitel       | Agente especial del FBI Peter Sadusky | Jaime Vega                        | Lluís Marco               |
| Diane Kruger        | Dra. Abigail "Abi" Chase              | Erica Edwards                     | Marta Barbará             |
| Sean Bean           | Ian Howe                              | Raúl Anaya                        | Jordi Boixaderas          |
| Justin Bartha       | Riley Poole                           | Irwin Daayán                      | Roger Pera                |
| Mark Pellegrino     | Agente del FBI Johnson                | ¿?                                | ¿?                        |
| Christopher Plummer | Abuelo Gates                          | Blas García                       |                           |

## Personajes
Ben Gates: Benjamin Gates (Nicolas Cage): Es un aventurero doctor especializado en Historia en busca del gran tesoro de los templarios y los masones. En la búsqueda, vivirá una serie de eventos muy en su contra ya que le robaran el original de la Declaración de Independencia y será buscado por el FBI.
Patrick Gates: (Jon Voight): Es el padre de Ben. Al que luego, el antagonista, Ian Howe, secuestra para ir en busca del tesoro.
Agente Peter Sadusky: (Harvey Keitel): Es el agente del FBI que persigue a Ben por robar la declaración de independencia. También es un Maestro Masón.
Abigail Chase: (Diane Kruger): Es una doctora muy conocida, funcionaria del Gobierno (Congreso). Es engañada por Ben Gates, que se hace pasar por Paul Brown, aunque luego descubrirá su verdadera identidad y por más de que se da cuenta de que tiene la Declaración de Independencia y pretende llevársela, no solo se pone de su lado, sino que se enamora de él.
Ian Howe: (Sean Bean): Es el antagonista de la película. Es un mercenario que ayuda a Ben a encontrar el tesoro pero, luego, traiciona a Riley y a Ben, y los perseguirá durante toda la trama.
Riley Poole: (Justin Bartha): Es el mejor amigo de Ben y es un increíble hacker. En varios casos se siente un bobo cuando su compañero sabe algo que él no. Fue el único en no traicionar a su amigo.  Junto a Ben Gates, es fanático de la historia y aunque no sepa tanto como su compañero, le es fiel en cada uno de los descabellados pasos que da.
Agente Johnson: (Mark Pellegrino): Es un agente del FBI y el ayudante de Sadusky. 
Abuelo Gates: (Christopher Plummer) Es el padre de Patrick. Es quien le cuenta la historia a Ben cuando era un niño.